# Líneas Aéreas del Estado
Líneas Aéreas del Estado of LADE is een Argentijnse luchtvaartmaatschappij met haar thuisbasis in Buenos Aires. De maatschappij is een overheidsbedrijf en wordt uitgebaat van het Argentijnse leger.

## Geschiedenis
LADE is opgericht in 1912 als Fuerza Aérea Argentina.

## Vloot
De vloot van LADE bestaat uit:(december 2007)
- 1 Boeing B707-320B
- 1 Boeing B707-320B(SCD)
- 3 Boeing B707-320C
- 1 Boeing B757-200
- 6 Fokker F28-1000
- 1 Fokker F28-4000
- 5 Fokker F27-400
- 3 Fokker F27-600